# Lola Montez
Lola Montez (születési neve: Elizabeth Rosanna Gilbert) (Grange, Sligo megye, 1821. február 17.  –  New York, 1861. január 17.) ír származású táncosnő, színésznő, kurtizán, I. Lajos bajor király szeretője.

## Ifjúkora
Edward Gilbert skót katonatiszt és az ír nemesi családból származó Eliza Oliver leányaként született. 1822-ben a család Indiába költözött, ahol apja egy év múlva kolerában meghalt. Eliza újra férjhez ment, s a kislányt mostohaapjának családja nevelte Skóciában. Később Párizsba, majd Bathba került édesanyjához.   
1836-ban a jóval idősebb Sir Abraham Lumley bíróhoz akarták férjhez adni, de a fiatal lány Írországba szökött Thomas James angol katonatiszttel, házasságot kötöttek, majd Indiába utaztak. Elizabeth 1845-ben visszatért Angliába, és különvált férjétől. Londonban színjátszást tanult és táncórákat vett egy spanyol tanártól. Táncképzését Spanyolországban fejezte be. 1843. június 3-án debütált nagy sikerrel Londonban a Her Majesty’s Theatre-ben Lola Montez spanyol táncosnő néven. A nézők közül néhányan felismerték, s amikor házasságtörése és névhamisítása kitudódott, viharos gyorsasággal elhagyta Angliát. Bár sikeresen szerepelt német, lengyel, francia színpadokon, szabados viselkedése és szerelmi ügyei miatt botrányhőssé vált, s néhány fellépés után mindig el kellett hagynia az országot. Liszt Ferenccel is volt futó kalandja Drezdában. Poroszországban 14 nap börtönre ítélték, majd kitoloncolták, mert megengedhetetlenül viselkedett egy rendőrrel szemben. 

## Müncheni évek
1846. október 5-én érkezett Lola Münchenbe. Audienciát kért I. Lajos bajor királytól, hogy felléphessen az Udvari Színházban. A királyt elkápráztatta az elragadó, humoros, temperamentumos, szép táncosnő. Két nap után Lola a király szeretője lett. Amikor viszonyuk kitudódott, szatirikus rajzok készültek a párról, ahol a király úgy táncolt, ahogy Lola fütyült. Az asszony hangulatember volt, felfuvalkodott és követelőző. A társadalmi konvencióknak fittyet hányva szivarozott, kísérő nélkül, vagy éppen fiatal, vonzó férfiak társaságában látták megjelenni. A királytól kapott ékszerekkel parádézott. Ha feldühítették, kiabált, pofonokat osztott, sőt még lovaglóostorával is odacsapott. Felmerült a gyanú, hogy a király politikai döntéseit befolyásolja. A lakosság és a kormány lassan meggyűlölte őt. De Lajos kitartott mellette, a miniszteri fizetés kétszeresét, később négyszeresét juttatta neki havonta. 1847-ben bajor polgárjogot és grófi címet adományozott az asszonynak, aki a Marie von Landsfeld nevet vette fel. A kormány miniszterei tiltakozásul benyújtották lemondásukat. Lola háza előtt tömeg tüntetett, hógolyók, majd kövek repültek ablaka felé. Az asszony pezsgős pohárral a kezében jelent meg az erkélyen, és a tömegre koccintott. Végül el kellett hagynia Bajor Királyságot, a király pedig kénytelen volt lemondani 1848. március 20-án. Lola bajor polgárjogát visszavonták.    

## Újabb turnék
Lola újra színpadra lépett Genfben, Londonban, Franciaországban, Spanyolországban és Belgiumban. 1849-ben feleségül ment George Trafford Heald angol gárdahadnagyhoz. Mivel első férje még élt, bigámiával vádolták, ezért  új férjével elhagyta Angliát. A férfi 1850-ben Spanyolországban végleg szakított Lolával. 1851-ben Párizsban a Le Pays napilap folytatásokban közölte Lola emlékiratait. Az év végén az Egyesült Államokba hajózott. Különböző városokban lépett fel.  Bajorországi emlékeiből színdarabot iratott (Lola Montez in Bavaria), s amiben ő maga is fellépett. 1853 májusában San Franciscóba érkezett, júliusban férjhez ment Patrick P. Hullhoz, így amerikai állampolgár lett.  1855-ben Ausztráliában lépett fel, 1856-ban eladta kaliforniai házát és visszaköltözött New Yorkba. 1858-ban jelent meg könyve, The Arts of Beauty, amely gyakorlati tanácsokat tartalmazott a test- és szépségápolásra, valamint természetes alapanyagú kozmetikai készítmények leírását. 
Élete végén a vallás felé fordult, metodista istentiszteletekre járt és a kiszolgáltatott nők megsegítésével foglalkozott. 1860. június 30-án váratlanul stroke-ot kapott, amelynek következtében egy időre részben lebénult. December közepére már annyira javult az állapota, hogy lassan araszolgatva ismét tudott járni. A téli hidegben megfázott, tüdőgyulladást kapott, amiből nem épült fel. Pontosan egy hónappal születésnapja előtt hunyt el.
A Green-Wood temetőben helyezték őt végső nyugalomra, New York Brooklyn negyedében. Sírkövén ez áll: „Eliza Gilbert asszony, elhunyt 1861. január 17-én”. Az is olvasható rajta, hogy 42 esztendős volt, amikor meghalt.

## Írásai
- Memoiren,  Stuttgart. 1849.
- The Arts of Beauty; Or, Secrets of a Lady's Toilet: With Hints to Gentlemen on the Art of Fascinating, New York. 1858.
- Anecdotes of Love. Being a true Account of the Most Remarkable Events Connected with the History of Love, in All Ages and Among all Nations, New York. 1858.